# 5300 Sats
5300 Sats este un asteroid din centura principală de asteroizi.

## Descriere
5300 Sats este un asteroid din centura principală de asteroizi. A fost descoperit pe 19 septembrie 1974 la Observatorul astrofizic din Crimeea de Liudmila Cernîh. El prezintă o orbită caracterizată de o semiaxă mare de 2,27 ua, o excentricitate de 0,16 și o înclinație de 6,4° în raport cu ecliptica.